# Рамакришнан, Венкатраман
Венкатраман Рамакришнан (там. வெங்கடராமன் ராமகிருஷ்ணன்; англ. Venkatraman (Venki) Ramakrishnan; род. в 1952 году, Чидамбарам, Тамилнад, Индия) — американский и британский учёный-биохимик индийского происхождения, лауреат Нобелевской премии по химии за 2009 год.
С 2015 по 2020 год являлся президентом Лондонского королевского общества (член с 2003 года), член Национальной академии наук США (2004), Леопольдины (2010) и Американского философского общества (2020), иностранный член Индийской национальной академии наук (2009). Рыцарь-бакалавр с 2012 года. 

## Биография
Родился в городе Чидамбарам, штат Тамилнад, Индия в семье учёных-биохимиков. В возрасте трёх лет переехал с семьёй в Вадодара, штат Гуджарат, где его родители работали в местном университете. Образование получил в средней школе при монастыре Иисуса и Марии и затем в том же университете, получив степень бакалавра в 1971 году, хотя ранее безуспешно пытался поступить в Индийский институт технологии и Христианский медицинский колледж.
В 1971—1976 годах продолжал обучение в США, получил степень доктора философии по физике в Университете Огайо, а затем ещё два года изучал биологию в Калифорнийском университете в Сан-Диего.
С рибосомами начал работать в качестве постдока Питера Мура в Йельском университете. По завершении стажировки не смог найти работу в штате примерно 50 американских университетов, куда подавал заявления, и поступил в штат Брукхейвенской национальной лаборатории, где продолжал изучать рибосомы в 1983—1995 годах. В 1995 году получил место профессора биохимии в Университете Юты, а с 1999 года работает в лаборатории молекулярной биологии в Кембриджском университете, где ранее побывал с рабочим визитом в 1991—1992 годах.
Член EMBO с 2002 года.

## Награды и отличия
- Стипендия Гуггенхайма (1991)[15]
- Louis-Jeantet Prize for Medicine[англ.] (2007)
- Datta Lectureship and Medal[англ.], Федерация европейских биохимических обществ (2007)
- Heatley Medal[англ.] Биохимического общества Великобритании (2008)
- Нобелевская премия по химии (2009)
- Падма Вибхушан (2010)
- Лекция имени Бернала, Биркбек-колледж (2015)
- Golden Plate Award[англ.], Academy of Achievement[англ.] (2017)